# Резолюция 18 на Съвета за сигурност на ООН
Резолюция 18 на Съвета за сигурност на ООН, приета с мнозинство на 13 февруари 1947 г., създава комисия, която да се опита да приложи Резолюция 41 на Общотото събрание на ООН, настояваща, че международният контрол и намаляването на въоръженията и въоръжените сили представляват важна мярка за запазване на световния мир.
Резолюцията е приета с мнозинство от 10 гласа, като представителят на СССР гласува въздържал се.